# NULL (C)
NULL у мовах програмування Сі і C++ — макрос, оголошений у заголовному файлі stddef.h (та інших заголовних файлах). Значенням цього макроса є залежна від реалізації константа нульового вказівника (англ. null pointer constant).
Константа нульового вказівника — це цілочисельний константний вираз зі значенням 0 або (тільки в Сі) такий самий вираз, але зведений до типу void*. Константа нульового вказівника, зведена до будь-якого типу вказівників, є нульовим вказівником. Гарантується, що нульовий вказівник не дорівнює вказівнику на будь-який об'єкт (в широкому сенсі слова, будь-які дані) або функцію. Гарантується, що будь-які два нульових вказівники рівні між собою. Розіменування нульового вказівника є операцією з невизначеною поведінкою.
Інакше кажучи, реалізація надає спеціальне значення — константу нульового вказівника, яку можна присвоїти будь-якому вказівнику і такий вказівник під час порівняння не дорівнюватиме будь-якому «правильному» вказівнику. Тобто, можна вважати, що нульовий вказівник не містить правильної адреси в пам'яті.

## Використання
Нульові вказівники придумані як зручний спосіб «позначити» вказівники, які не вказують на правильну адресу в пам'яті. Наприклад, під час оголошення вказівника як автоматичної змінної його значення не визначене. Щоб позначити, що цей вказівник ще не містить правильної адреси в пам'яті, такому вказівнику присвоюють константу нульового вказівника:
```
void
 
f
(
void
)

{

 
int
 
*
x
 
=
 
NULL
;

 
/* ... */

}

```

Хорошим стилем програмування є присвоювання вказівнику після вивільнення пам'яті, на яку він посилався, нульового вказівника. Крім цього, застосування обнулення вказівників актуальне для безпеки вивільнення пам'яті: операція delete в C++ (free в Сі) безпечна для нульового вказівника. Наприклад:
```
TYPE
 
*
foo
 
=
 
new
 
TYPE
();

// використання foo

delete
 
foo
;
// foo != NULL

// якийсь код програми

delete
 
foo
;
// ПОМИЛКА! Память вже недоступна

```

тоді як у такому варіанті помилки не буде
```
TYPE
 
*
foo
 
=
 
new
 
TYPE
();

// використання foo

delete
 
foo
;
// foo != NULL

foo
 
=
 
NULL
;
// foo == NULL

// якийсь код програми

delete
 
foo
;
// помилки немає: delete перевіряє значення foo

```

## Розмірність вказівника
Під час виклику функції в один з аргументів можна передати NULL. Макрос NULL у різних компіляторах можна визначити різними способами, зокрема
#define NULL 0
#define NULL ((void *)0)
У першому випадку NULL має тип int, а в другому — тип void*. Існують архітектури, де sizeof (int) != sizeof (void*), тоді на різних платформах до функції надходитиме різна кількість байтів, що може порушити її роботу. Нині робиться спроба вирішити цю проблему в Сі введенням nullptr, див. пропозицію N 2394.

## Розіменовування нульових вказівників
Розіменування нульового вказівника є операцією з невизначеною поведінкою. На реалізацію не накладається жодних обмежень: може статися, наприклад, звернення до пам'яті, не призначеної для використання даною програмою (тобто при читанні буде прочитано «сміття», а при записі — значення потрапить в ділянку пам'яті, що не належить програмі). Наприклад, у DOS запис за нульовою адресою затре принаймні нульовий вектор переривань, так що наступний виклик int 0 призведе, найпевніш, до зависання системи. Однак найчастіше це призводить до помилки часу виконання (якщо в операційній системі реалізовано захист пам'яті і доступ до невиділеної процесу пам'яті блокується). Наприклад, у Windows 9x повідомлення «Загальна помилка захисту» — «Програма виконала неприпустиму операцію і буде закрита» (англ. general protection fault, GPF) виводиться найчастіше в тих випадках, коли програма звертається до пам'яті за некоректним (зокрема й неініціалізованим або вже звільненим) вказівником. В UNIX-подібних операційних системах у таких ситуаціях процес отримує сигнал SIGSEGV і його опрацьовувач виводить повідомлення «Segmentation fault».

## Нульові вказівники в C++
Якщо брати конкретну реалізацію NULL за сирцевими файлами, то він може бути визначеним як (void*)0 або як 0. Використання NULL у проектах мовою C++ може призводити до помилок. Наприклад
```
int
 
(
ClassName
::*
pf
)()
 
=
 
NULL
;

```

призведе до помилки компіляції в разі, якщо NULL визначено як (void*)0 (наприклад опосередковано включено заголовок, де стандартне для C++ визначення NULL перекривається). Тому в програмах на C++ не рекомендується використовувати NULL у вигляді ((void*) 0). У стандарті C++11 для позначення нульового вказівника додано нове ключове слово nullptr.